# Gary McFarland
Gary McFarland (* 23. Oktober 1933 in Los Angeles; † 3. November 1971 in New York City) war ein US-amerikanischer Komponist, Arrangeur und Vibraphonist des Modern Jazz.

## Leben und Wirken
Obwohl er in einer musikalischen Familie aufwuchs, war Gary McFarland am Vibraphon Autodidakt.
Er wirkte in den 1960er Jahren als Komponist, Arrangeur, u. a. für die Bob Brookmeyer/Gerry Mulligan Concert Jazz Band und 1961 für Anita O’Day, für die er das Album All the Sad Young Men produzierte. Er nahm in dieser Zeit zahlreiche Alben für die Plattenlabel Verve und Impulse! Records auf, in denen er den Versuch unternahm, orchestralen Jazz mit neuen Arrangements einzuspielen. Bei seinem ersten Album unter eigenem Namen 1963 arbeitete er u. a. mit Bill Evans, Phil Woods und Jim Hall zusammen; McFarland „galt zu dieser Zeit als hochbegabter Newcomer auf der Jazzszene New Yorks. Seine Spezialität waren interessante Sound-Konstruktionen, die unverbraucht, neu und frisch klangen.“
Außerdem spielte er im Orchestra U. S. A. und arbeitete mit Johnny Hodges, John Lewis und Stan Getz zusammen. Neben eigenen Aufnahmen und seiner Tätigkeit als Arrangeur komponierte er den Soundtrack für den Film Die schwarze 13. Ende der 1960er Jahre arbeitete er nicht mehr im Bereich von Jazz und Third Stream, sondern mehr im Easy-Listening-Genre und in der instrumentalen Popmusik, produzierte TV-Spots und Aufnahmen auf seinem eigenen Label Skye Records, das er mit seinen Partnern Gábor Szabó und Cal Tjader bis zu seinem Bankrott im Jahre 1970 betrieb. Zu seinen letzten Projekten dort gehörte das Album Lena & Gabor, das McFarland für Lena Horne und Gabor Szabó arrangierte und produzierte. Danach arbeitete er als Autor und Arrangeur im Filmgeschäft.

## Tod
Am Nachmittag des 2. November 1971 besuchte McFarland zusammen mit dem Journalisten David Burnett die 55 Bar in New York City. Dort nahmen beide Drinks zu sich, welche offenbar eine letale Dosis Methadon enthielten. McFarland erlitt unmittelbar nach dem Konsum des Getränks einen Herzinfarkt und wurde wenig später im New Yorker St.-Vincent-Hospital für tot erklärt. Auch Burnett starb innerhalb weniger Stunden an den Folgen der Einnahme. Bis heute ist ungeklärt, ob McFarland und seine Begleitung vorsätzlich von Dritten vergiftet wurden oder sie selbst versehentlich das Opioid überdosierten. In der 2006 gedrehten Dokumentation This is Gary McFarland von Kristian St. Clair vertritt ein Bruder Gary McFarlands die These, der zur gleichen Zeit in der 55 Bar anwesende amerikanische Schriftsteller Mason Hoffenberg habe McFarland und Burnett die vergifteten Drinks untergeschoben – da die 55 Bar zum damaligen Zeitpunkt jedoch fest in der Hand der Mafia gewesen sei, hätte diese eine genaue Untersuchung der Todesumstände verhindert.

## Diskographie (Auswahl)
- The Gary McFarland Orchestra (1963, Verve Records) mit Bill Evans, Phil Woods, Jim Hall
- Point Of Departure (1963, Impulse!)
- Soft Samba (1964, Verve Records)
- Tijuana Jazz (1965, Impulse! Records)
- The In Sound (1965, Verve Records)
- Profiles (1966, Impulse! Records)
- Simpatico (1966, Impulse! Records) mit Gábor Szabó
- The October Suite (mit Steve Kuhn) (1967, Impulse! Records)
- Does The Sun Really Shine On The Moon? (1968, Skye Records)
- Scorpio And Other Signs (1968, Verve Records)
- America The Beautiful: An Account Of Its Disappearance (1968, Skye Records)
- Today (1969, Skye Records)
- Butterscotch Rum (mit Peter Smith) (1971, Buddah Records)
- Requiem for Gary McFarland (1972, Cobblestone Records)
- Eye Of The Devil (aufgenommen 1966, erschienen 2008, Phantom Sound & Vision)